# فيليب لورو
فيليب لورو (بالفرنسية: Philippe Leroux)‏ هو ملحن فرنسي، ولد في 24 سبتمبر 1959.

## وصلات خارجية
- فيليب لورو على موقع IMDb (الإنجليزية)
- فيليب لورو على موقع ميوزك برينز (الإنجليزية)
- فيليب لورو على موقع أول ميوزيك (الإنجليزية)
- فيليب لورو على موقع ديسكوغز (الإنجليزية)